# Jan Karlsson (piłkarz)
Jan Karlsson (ur. 4 grudnia 1940, zm. 16 kwietnia 2019) – szwedzki piłkarz grający na pozycji obrońcy. W swojej karierze rozegrał 28 meczów i strzelił 1 gola w reprezentacji Szwecji.

## Kariera klubowa
Swoją karierę piłkarską Karlsson rozpoczął w klubie Jönköpings Södra IF. W sezonie 1960 zadebiutował w nim w pierwszej lidze szwedzkiej. W tamtym sezonie spadł z Jönköpings Södra do drugiej ligi. W zespole Jönköpings występował do końca 1961 roku.
W 1962 roku Karlsson przeszedł do pierwszoligowego Djurgårdens IF ze Sztokholmu. W sezonie 1964 wywalczył z zespołem Djurgårdens tytuł mistrza Szwecji. W Djurgårdens grał do końca sezonu 1965.
Latem 1966 roku Karlsson został zawodnikiem drugoligowego IFÖ Bromölla IF. W 1968 roku wrócił do Jönköpings Södra IF. W tamtym roku awansował z nim do pierwszej ligi. W 1969 roku zakończył karierę sportową.
| Sezon | Klub                | Kraj    | Rozgrywki   | Mecze | Bramki |
| ----- | ------------------- | ------- | ----------- | ----- | ------ |
| 1960  | Jönköpings Södra IF | Szwecja | Allsvenskan | 17    | 1      |
| 1961  | Jönköpings Södra IF | Szwecja | Superettan  | ?     | ?      |
| 1962  | Djurgårdens IF      | Szwecja | Allsvenskan | 22    | 0      |
| 1963  | Djurgårdens IF      | Szwecja | Allsvenskan | 20    | 2      |
| 1964  | Djurgårdens IF      | Szwecja | Allsvenskan | 19    | 0      |
| 1965  | Djurgårdens IF      | Szwecja | Allsvenskan | 9     | 0      |
| 1966  | IFÖ Bromölla IF     | Szwecja | Superettan  | ?     | ?      |
| 1967  | IFÖ Bromölla IF     | Szwecja | Superettan  | ?     | ?      |
| 1968  | Jönköpings Södra IF | Szwecja | Superettan  | 21    | 1      |
| 1969  | Jönköpings Södra IF | Szwecja | Allsvenskan | 21    | 2      |

## Kariera reprezentacyjna
W reprezentacji Szwecji Karlsson zadebiutował 12 grudnia 1962 roku w wygranym 4:0 towarzyskim meczu z Izraelem, rozegranym w Ramat Gan. W swojej karierze grał w eliminacjach do MŚ 1966. Od 1962 do 1969 roku rozegrał w kadrze narodowej 28 meczów i zdobył w nich 1 gola.